# Reepsholt

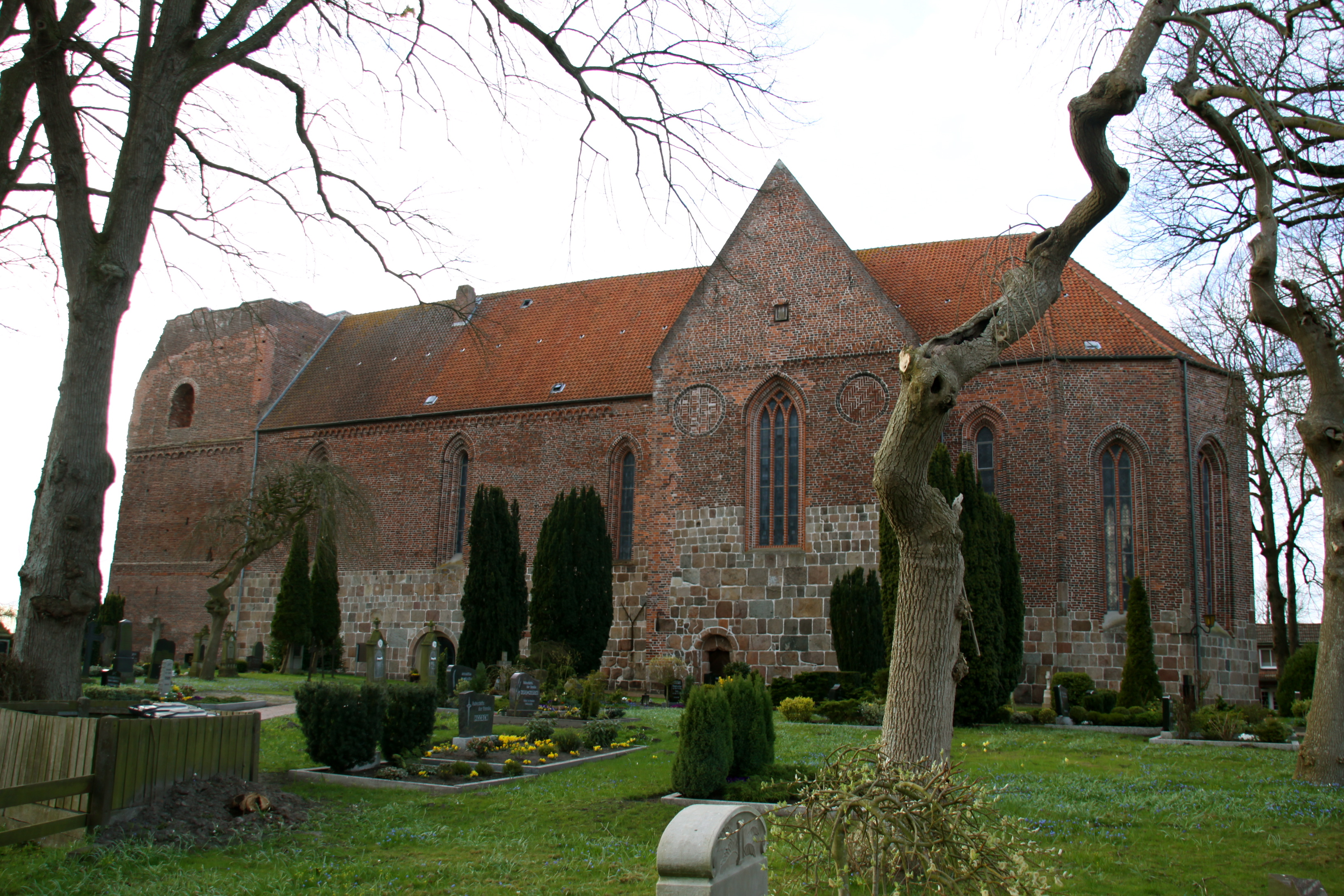
St. Mauritius

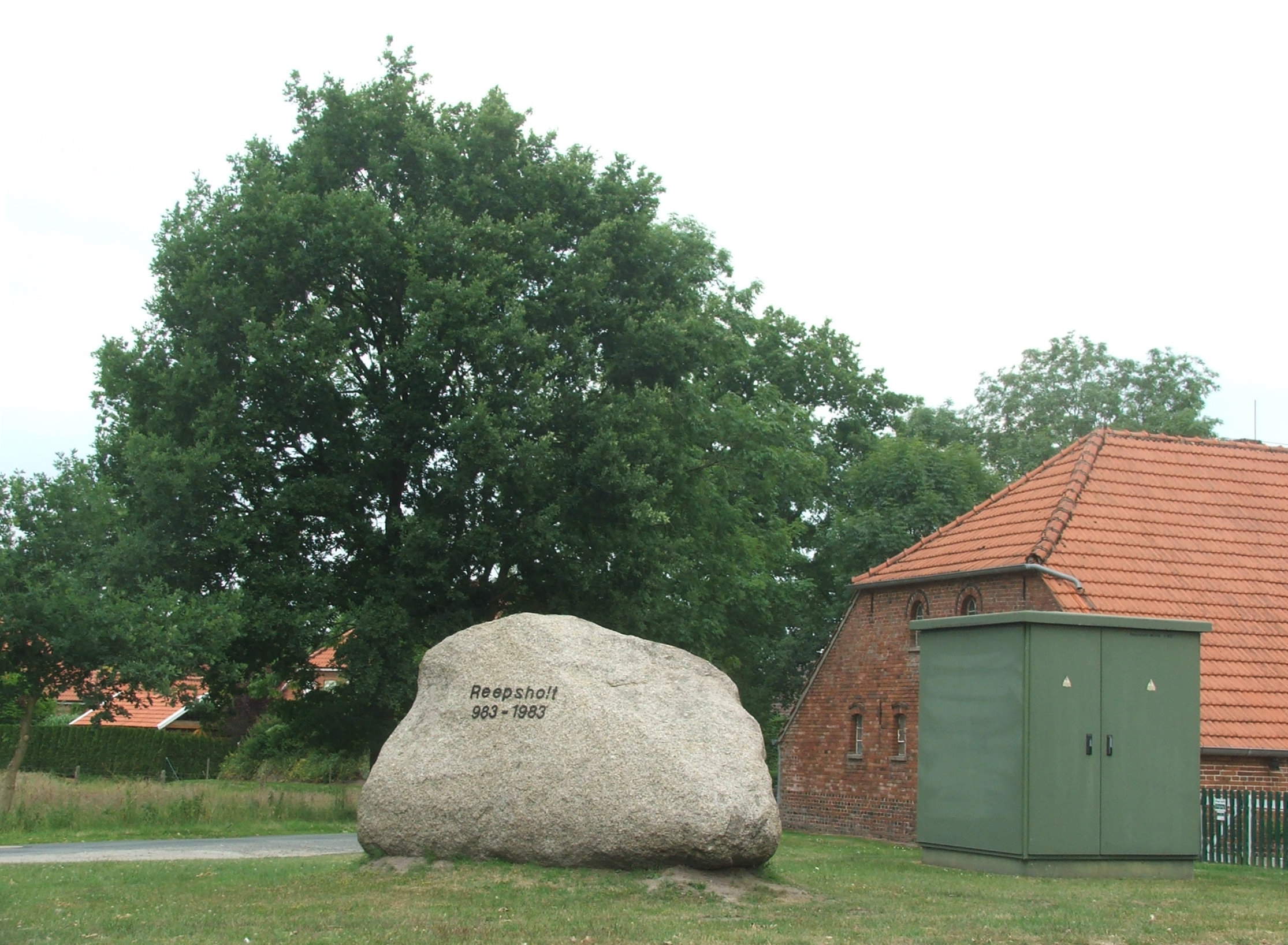
1.000 Jahre Reepsholt

Reepsholt ist eine Ortschaft im Süden des Landkreises Wittmund in Ostfriesland nahe der Grenze zur Stadt Schortens im Landkreis Friesland. Heute gehört Reepsholt politisch zur Gemeinde Friedeburg. Bis 1972 war es eine selbständige Gemeinde auf einer Fläche von 1984 Hektar.

## Lage
Landschaftlich gesehen befindet sich Reepsholt an dem Rand eines Niedermoorgebietes, welches durch Verlandung von Gewässern entstanden ist.
Reepsholt hat heute etwa 800 Einwohner. Zusammen mit den Ortschaften Abickhafe, Dose, Hesel, Hoheesche und Langstraße, die bis in die 1970er Jahre zur alten Gemeinde Reepsholt gehörten, sind es rund 1600.
Zu Reepsholt gehört die kleine Siedlung Kattmoor. In den Karten der Hannoversche Grundsteuervermessung des Jahres 1830 und in der Preußischen Grundsteuervermessung des Jahres 1870 taucht der Name Kattmoor als Flurbezeichnung auf. In den Kirchenbüchern der Kirchengemeinde Reepsholt wird Kattmoor ebenfalls erwähnt. Kattmoor war in früher Zeit eine Weidefläche für Manzipien der Regularkanoniker des Klosters Reepsholt. Heute wird die Siedlung von sechs alteingesessenen Familien bewohnt.

## Geschichte

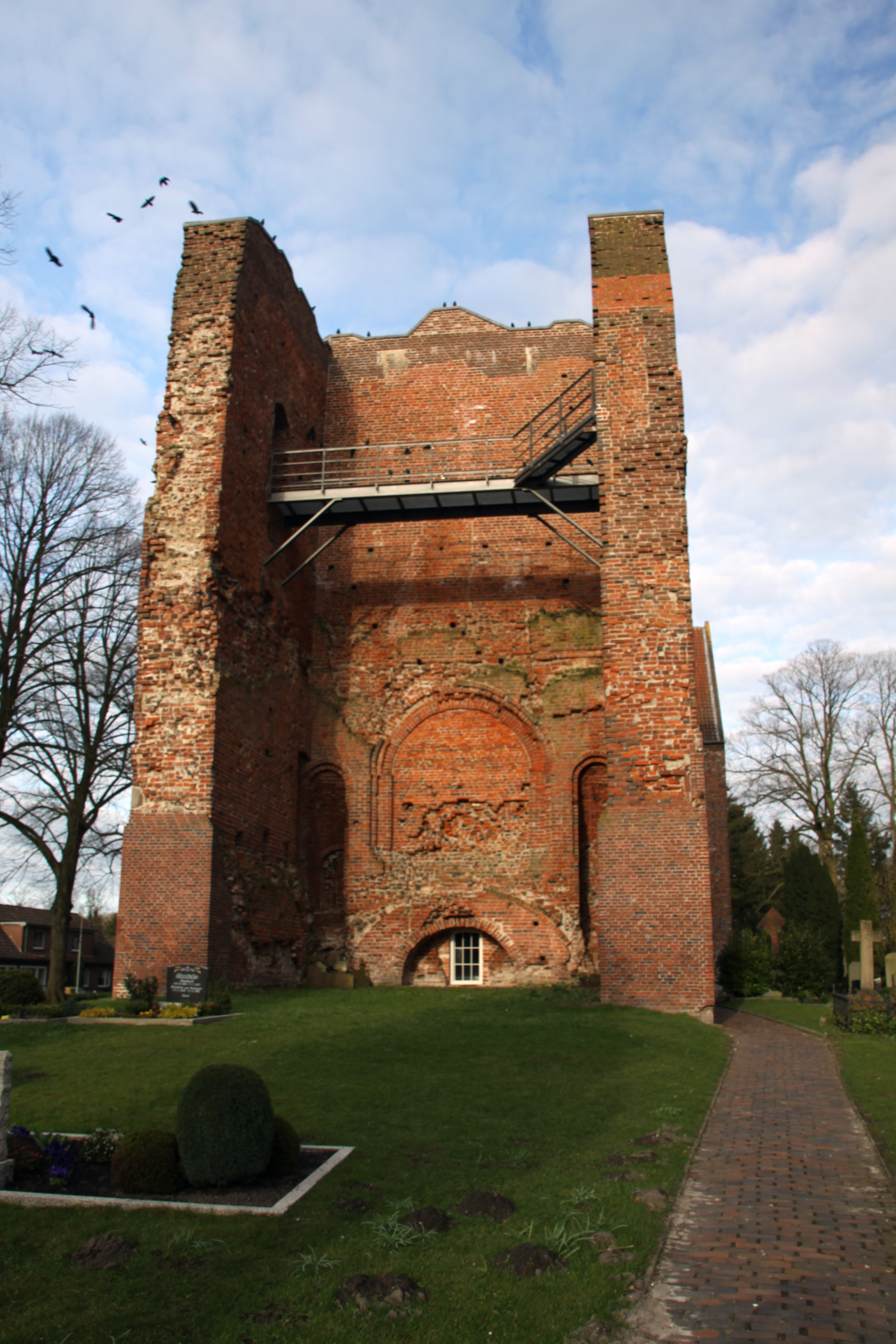
Ruine des Kirchturms

Die Gründung Reepsholts geht auf eine Schenkung der Schwestern Wendila und Reingert an das Bistum Bremen zurück, die auf das Jahr 983 datiert. Bald schon siedelte das Bistum hier Mönche an, die das Land kultivierten und südöstlich der heutigen Kirche das Kloster Reepsholt errichteten.
Die heutige St.-Mauritius-Kirche wurde um 1200 erbaut und war seit ihrem Bau die Gemeindekirche. In unmittelbarer Nähe gab es im Gegensatz dazu noch die Klosterkirche. Im 14. Jahrhundert wurde an der Westseite von St.-Mauritius ein Turm angefügt, der jedoch bereits 1474 bei einer Belagerung zerstört wurde. Die Turmruine ist seitdem das Wahrzeichen des Ortes und eines der bekanntesten Bauwerke im Landkreis Wittmund. Im Mittelalter gehört Reepsholt zu den Hooge Loogen Ostfrieslands.
Am  1. Juli  1972 schlossen sich zuvor die ehemaligen Gemeinden Abickhafe, Dose, Hoheesche und Reepsholt zur Gemeinde Reepsholt zusammen. Im Zuge der Kommunalreform am  16. August 1972  wurde aus den bisherigen Gemeinden Bentstreek, Etzel, Friedeburg, Hesel, Horsten, Marx, Reepsholt, Wiesede und Wiesedermeer die Gemeinde Friedeburg gebildet.
Reepsholt ist heute geprägt durch Handel, Gewerbe und Landwirtschaft. In den letzten 20 Jahren sind einige Baugebiete entstanden, so dass sich die Ortschaft verjüngen konnte.
Neben der Kirche sind noch zwei Gulfhöfe als Baudenkmale ausgewiesen.

## Persönlichkeiten
- Konrad von der Lage (1631–1694), Oberhofprediger, Prinzenerzieher und Generalsuperintendent
- Gerhard Julius Coners (1730–1797), Generalsuperintendent der Grafschaft Ostfriesland